# باول ريفيس
باول ريفيس (بالإنجليزية: Paul Reeves)‏ هو قسيس نيوزيلندي، ولد في 6 ديسمبر 1932 في ويلينغتون في نيوزيلندا، وتوفي في 14 أغسطس 2011 في أوكلاند في نيوزيلندا بسبب سرطان.